# Vodňany (nádraží)
Vodňany je dopravna radiobloku v jižní části města Vodňany v okrese Strakonice v Jihočeském kraji nedaleko řeky Blanice. Leží na neelektrifikované jednokolejné železniční trati Číčenice – Nové Údolí. V těsné blízkosti stanice je umístěno městské autobusové nádraží.

## Historie
Dne 15. října 1893 otevřela společnost Pošumavské místní dráhy železniční spojení své trati z Číčenic, odkud od roku 1868 procházela železnice v majetku společnosti Dráhy císaře Františka Josefa (KFJB), spojující Vídeň, České Budějovice a Plzeň, do Prachatic. Nově postavené nádraží ve Vodňanech vzniklo dle typizovaného stavebního vzoru. Železniční spojení bylo roku 1899 prodlouženo až do Volar.
Dne 23. října 1898 pak projekt společnosti Místní dráha Vodňany-Týn nad Vltavou propojil Vodňany přes Číčenice s Týnem nad Vltavou.
Pošumavské místní dráhy byly zestátněny roku 1924, provozovatelem se staly Československé státní dráhy, státní dráhy zajišťovaly však od zahájení provozu veškerou dopravu.

## Popis
Nachází se zde dvě nekrytá hranová nástupiště, k příchodu k vlakům slouží přechody přes kolejiště.